# Вулиця Симона Петлюри (Дніпро)
Вулиця Симона Петлюри — вулиця в Шевченківському районі Дніпра у місцевості Млини. 
Вулиця продовжує вісь вулиці Товстикова й бере початок після перехрестя з Повітовою вулицею; йде на північний захід до перехрестя з Кулишівською вулицею, транспортний зв'язок з якою перегороджено залізною конструкцією.

## Історія
Старовинна назва вулиці — Юр'ївська. До 2015 року називалася вулицею Шпіндяка, одного з організаторів комсомолу в місті Катеринослав.
26.11.2015 році вулиця перейменована на честь українського державного діяча Симона Петлюри.
На місці вулиці з 1840 років й до 1947 року розташовувалося старе єврейське кладовище.

## Перехресні вулиці
Має такі перехресні вулиці:
- вулиця Товстикова,
- Повітова вулиця,
- вулиця Олександра Кониського,
- вулиця Січових Стрільців,
- вулиця Михайла Грушевського,
- Троїцька вулиця,
- Первозванівська вулиця,
- Кулишівська вулиця.